# Mại dâm tại Hàn Quốc
Mại dâm ở Hàn Quốc bao gồm các thống kê và pháp luật liên quan đến tình hình tệ nạn mại dâm tại Hàn Quốc, như số lượng người bán dâm cũng như những quy định của pháp luật về hành vi mua bán dâm, chủ chứa, môi giới mại dâm...

## Lịch sử
Trong những năm 1950, khi nổ ra chiến tranh Triều Tiên, Hàn Quốc coi Quân đội Mỹ như một cơ hội thu lợi về kinh tế, và món lợi này đã được trả giá bằng thân xác phụ nữ Hàn Quốc. Những thị trấn mại dâm do chế độ quân sự cầm quyền Hàn Quốc và Mỹ thiết lập và ủng hộ. Lúc cao điểm đã có hơn 18.000 gái điếm phục vụ 43.000 lính Mỹ đóng tại Hàn Quốc . Một báo cáo của Tổ chức Di dân quốc tế có trụ sở tại Geneva cho biết: có ít nhất 5.000 phụ nữ nước ngoài đã được buôn qua Hàn Quốc từ giữa những năm 1990 để làm trò mua vui cho những câu lạc bộ gần trại lính Mỹ.
Năm 1986, chế độ độc tài quân sự ở Hàn Quốc bị lật đổ. Trước Olympic Seoul 1988, để chuẩn bị cho Olympic và bảo vệ hình ảnh đất nước khỏi bị tiếp tục hoen ố, chính phủ mới của Hàn Quốc đã tuyên bố xóa sổ các khu mại dâm, đồng thời quân đội Mỹ tại Seoul cũng ra lệnh cấm binh lính tìm tới gái mại dâm. Mặc dù vậy, mại dâm này vẫn ngấm ngầm tồn tại cho tới nay dưới nhiều hình thức khác nhau.. Theo các tổ chức phi chính phủ, có khoảng 514.000 tới 1,2 triệu gái mại dâm (8-20% phụ nữ 18 đến 29 tuổi). Ước tính của chính phủ đưa ra con số khoảng 260.000 người.
Sự cám dỗ của đồng tiền là nguyên nhân khiến nhiều phụ nữ nước này lao vào con đường mại dâm. Bên cạnh đó, với những công việc như thư ký hay nhân viên lưu trữ thì tiền lương chỉ khoảng 600 USD/tháng, trong khi gái mại dâm có thể kiếm được đến 4.000 USD/tháng. Đối với nhiều cô gái trẻ, thật khó mà mua được một túi xách hàng hiệu chỉ bằng những công việc lương thiện. Chỉ cần một bộ phận nhỏ nữ giới Hàn Quốc "chạnh lòng" cũng đủ làm rõ thêm bức tranh về một cuộc sống tôn sùng dục vọng và tiền bạc đến mù quáng trong xã hội Hàn Quốc.
Do tệ nạn mại dâm diễn ra quá nhức nhối, chính phủ Hàn Quốc đã đề ra những điều luật phạt nặng mại dâm. Năm 2004, Hàn Quốc đã thông qua Đạo luật chống mại dâm (Luật đặc biệt về mại dâm 2004) xử phạt nghiêm khắc mọi hành vi mua bán dâm, nhằm giáng một đòn mạnh vào tệ nạn này. Tờ Korea Herald thì bình luận: "Nhà chức trách nên nhận ra rằng họ sẽ phải tiến hành một cuộc chiến chống mại dâm quanh năm, chứ không phải chiến dịch kéo dài một tháng". Tháng 9 năm 2006, chính phủ Hàn Quốc tăng cường ngăn chặn mại dâm như đóng cửa các khách sạn, phòng massage, và các loại hình kinh doanh khác có liên quan tới gái bán hoa.
Năm 2006, Bộ Giới tính và Công bằng Gia đình đã yêu cầu các công ty cam kết sẽ không để nhân viên đi mua dâm sau các buổi liên hoan. Bộ này quyết định thưởng tiền mặt cho những người đàn ông cam kết không mua dâm vào các dịp tiệc tùng cuối năm, và nếu thất hứa, những người này có thể bị phạt tù hoặc phạt tiền. Công ty nào có nhiều người tình nguyện tham gia nhất sẽ nhận phần thưởng tiền mặt từ 100.000 won tới 1 triệu won (tương đương 1.000 USD). Có hơn 1.200 nhóm cam kết tham gia chiến dịch chống mại dâm, nhóm đông nhất tính đến năm 2006 có 1.600 người tình nguyện. Bộ Bình đẳng Giới và Gia đình Hàn Quốc luôn dành nhiều thời gian và sức lực truyền tải thông điệp tới từng gia đình rằng: mua dâm không chỉ ảnh hưởng tới sức khoẻ và đạo đức, hơn thế nữa đó còn là một loại tội phạm.
Năm 2008, thành phố Seoul còn lập ra đơn vị đặc nhiệm gồm 270 thành viên để đấu tranh với tệ nạn này. Hàn Quốc đã xét xử tổng cộng 34.795 ma cô, gái mại dâm và khách làng chơi năm 2006, và tăng lên 39.236 người vào năm 2007. Cả người mua lẫn bán dâm đều sẽ bị phạt khoảng 3.000 USD hoặc 1 năm tù giam, còn chủ nhà thổ sẽ bị phạt tới 10 năm tù và 86.000 USD.
Nhờ các biện pháp mạnh, nạn mại dâm đã dần được khống chế. Doanh số mại dâm năm 2002 là 24 ngàn tỷ won đã giảm xuống gần một nửa, còn khoảng 14 ngàn tỷ vào năm 2007.

## Mại dâm tuổi vị thành niên
Sự thành công kinh tế của Hàn Quốc là do giáo dục tốt, nhưng càng ngày hệ thống giáo dục càng trở nên khắc nghiệt. Ước tính có đến khoảng 200.000 người trẻ - 60% trong số này là nữ - đang sống "dạt vòm". Theo số liệu mới nhất của chính phủ, khoảng một nửa trong số 60% trên hiện làm gái mại dâm. Ban đầu các nữ sinh đi theo bạn bè để ăn chơi, đàn đúm và sau đó là bán thân để kiếm tiền.
Các gái bán dâm này nằm trong độ tuổi từ 12 - 18, đang sống theo kiểu "gia đình chạy trốn", một thuật ngữ mà họ dùng để mô tả một nhóm thanh thiếu niên gặp nhau thông qua "chat" và phát triển thành các mối quan hệ qua mua bán sex. Enjo kousai - Hẹn hò trả phí, một dạng mại dâm trẻ em xuất xứ từ Nhật Bản đã tìm đường tới Hàn Quốc, và chính phủ nước này cũng coi đây là một loại hình mại dâm.
Theo nhà tư vấn Shim A-ra của "Tiếng nói thống nhất về diệt trừ mại dâm" (UVEP), một tổ chức phi chính phủ về vấn đề mại dâm tuổi teen, thì đã có một sự bùng nổ các trang web môi giới mại dâm trong vài năm qua. Một thực trạng khác, tất cả các trường học ở Hàn Quốc đều chỉ lo thi đua dạy tốt để học sinh đạt điểm thi cao mà không để ý tới công tác giáo dục lối sống cho thanh thiếu niên, tuyên truyền hiểm họa của lối sống "dạt vòm" này.
Một gái bán dâm tuổi teen nói: "Không một ai nói với tôi rằng mại dâm là sai trái, kể cả các giáo viên ở trường. Tôi ao ước ai đó nói với tôi việc đó. Các cô gái nên được dạy dỗ ngay từ lúc còn học các lớp nhỏ nhưng ở Hàn Quốc, không ai làm thế"
Biến tướng mại dâm học đường hiện đang làm đau đầu các quan chức ở Hàn Quốc, đe dọa nghiêm trọng đến sự phát triển lành mạnh của thế hệ tương lai đất nước này.
Các biện pháp xử lý mạnh đã được đưa ra. Năm 2012, một người đàn ông đã bị bắt giữ với cáo buộc phát tờ rơi quảng cáo mại dâm trên đường phố, đây là trường hợp bị truy tố hình sự đầu tiên đối với những người vi phạm Luật bảo vệ thanh niên. Theo luật Hàn Quốc, các tài liệu được coi là có hại cho thanh thiếu niên không được phép phân phối tại những nơi công cộng. Những người vi phạm có thể đối mặt với án phạt lên đến 2 năm tù và bị phạt tiền tối đa 8.812 USD. Ngày 4/9/2012, các công tố viên tại Suwon, phía Nam Seoul cho biết đã truy tố 60 người vì cáo buộc phân phối hoặc tàng trữ các tài liệu khiêu dâm trẻ em.